# Roberts Ķīlis
Roberts Ķīlis, né le 14 mars 1968 à Riga et mort le 19 mars 2022, est un universitaire letton.

## Biographie

### Formation
Docteur en philosophie de l'université de Cambridge, il enseigne, à partir de 1999, à l'école des sciences économiques de Stockholm sur le campus de Riga.

### Vie politique
Le 25 octobre 2011, il est nommé ministre de l'Éducation et de la Science de Lettonie, sur proposition du Parti réformateur de Zatlers (ZRP), dont il n'est pas membre. Pour des raisons de santé, il démissionne le 30 avril 2013 et Vjačeslavs Dombrovskis lui succède deux jours plus tard.